# 渠东街道
渠东街道，是中华人民共和国河南省新乡市红旗区下辖的一个乡镇级行政单位。

## 行政区划
渠东街道下辖以下地区：
四排房社区、新奥社区、张庄社区、友谊路社区、黄河口社区、新东社区、马小营村和城关村。